# Pablo el Simple
San Pablo el Simple (Tebas, Egipto, segunda mitad del siglo III - ca. 339) fue un anacoreta en Egipto, contemporáneo de San Antonio Abad y Pablo de Tebas, el primer eremita, lo que lo convierte en uno de los padres del yermo. Es venerado como santo por todas las confesiones cristianas.

## Vida y leyenda

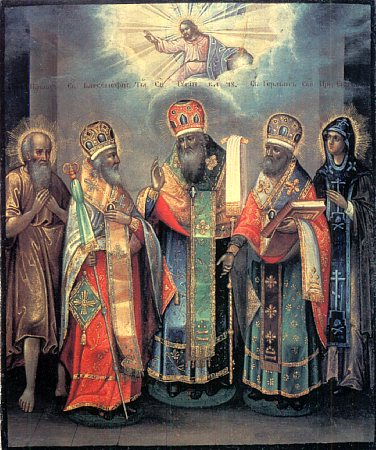
Icono rusa, -, con San Pablo el Simple, a la izquierda (y los santos Barnasufio de Tver Guri, Germán de Kazan y Eudoxia.

El relato de su vida se encuentra en De Vitis Patrum de Paladio de Helenópolis (cap. 8,28) y en la Historia eremitica de  Tirano Rufino (cap. 31), donde, con pequeñas variantes, narran los mismos hechos.
Era un campesino que, al descubrir que su esposa lo engañaba con otro hombre, la dejó y se convirtió en anacoreta. Pidió ser disícpulo de Antonio Abad, pero este no quería aceptarlo porque ya tenía 60 años. 
Rechazado, Pablo se quedó en las puertas de la ermita de Antonio día y noche, hasta que en la cuarta noche, temiendo que muriera, Antonio le dejó entrar. Le ordenó hacer una cuerda de hojas de palma y, cuando acababa, le ordenaba deshacerlo y a empezar nuevamente. Para cenar, se limitaban a comer pedazos de pan. 
Después de vivir con Antonio unos meses, Pablo abandonó el hogar del santo para vivir en una ermita separada pero cercana a la suya. Pronto el abad descubrió que san Pablo poseía singulares dones espirituales y un poder de curar y exorcizar más grande que el suyo. Así, cuando san Antonio no podía sanar a un enfermo, lo enviaba a san Pablo, quien le curaba infaliblemente.